# Goiânia
Goiânia er hovedstaden i delstaten Goiás i Brasilien. Byen har 1.437.366 (2022) indbyggere og ligger i det centrale Brasilien på et plateau med en højde på ca. 750 m.o.h.

## Uddannelse
Det ansete universitet Universidade Federal de Goiás (UFG), grundlagt i 1960, ligger i Goiânia.

## Sport
Fodboldklubben Goiás Esporte Clube, oftest omtalt bare som Goías, er hjemmehørende i Goiânia.